# Lotos
Lotos (lat., Nelumbo), maleni biljni rod vodenog bilja nalik lopočima i lokvanjima, kojima inače nije srodna, nego pripada redu Proteales. Lotosi čine samostalnu porodicu orašinčevke (Nelumbonaceae). Hrvatski naziv „orašinčevke” nalazimo u “Šumarskom listu”  kod autora Ivana Šugara na popisu sistematskih jedinica S hrvatskim i latinskim nazivima, a dolazi vjerojatno po velikim sjemenkama veličine graška. I sjemenke i podanak lotosa su jestivi. 
Postoje dvije priznate vrste lotosa, N.lutea ili američki lotos sa žutim cvijetom koja u Sjevernoj i Srednjoj Americi raste samoniklo, i N. nucifera ili indijski lotos.
Korijen lotosa je člankovit, više-manje zadebljan i bijele boje. Listovi dok su mladi plutaju po vodi a kasnije mogu izrasti i dva metra u visinu i biti u promjeru preko 50cm, okrugli su, i krajnje vodoodbojni (hidrofobni), po rubovima lagano valoviti. Peteljke listova su obrasle bodljikama. Cvjetovi lotosa mogu biti prom jera 15 - 20CM, u američkoj vrsti žute su boje, a kod indijske ružičasti.
Cvijet lotosa može se zagrijati do 30° nakon što se zatvore kako bi sačuvali toplinu kukcima oprašivačima.

## Vanjske poveznice
- Staro sjeme američkog lotosa
- Cvijet američkog žutog lotosa na jezeru Millers Ferry Lake u Alabami
- Američki lotos na jezeru Caney Lake u Louisiani